# Gewina (tijdschrift)
Gewina was een Nederlandstalig tijdschrift voor de Geschiedenis van Geneeskunde, Wiskunde, Natuurwetenschappen (officieel: Tijdschrift voor de Geschiedenis der Geneeskunde, Natuurwetenschappen, Wiskunde en Techniek), dat verscheen tussen 1978 en 2007.
Het tijdschrift werd uitgegeven door het Genootschap voor de Geschiedenis van de Geneeskunde, Wiskunde, Natuurwetenschappen en Techniek. In 2007 kreeg dit genootschap de naam Gewina, Belgisch-Nederlands genootschap voor wetenschaps- en universiteitsgeschiedenis / Société Belgo-Néerlandaise pour l’histoire des sciences et des universités.  In datzelfde jaar werd de naam van het tijdschrift veranderd in Studium. 
Voordat Gewina verscheen gaf het Genootschap het Tijdschrift voor de geschiedenis der Geneeskunde, Natuurwetenschappen, Wiskunde en Techniek uit. De tijdschriften richtten zich op de wetenschapsgeschiedenis in Nederland. Het bevatte onderzoeksartikelen, maar ook bijdragen van uiteenlopende aard. Een speciale rubriek ‘De doos van Pandora’ berichtte over archief-vondsten en bijzondere collecties. Daarnaast stonden in het tijdschrift besprekingen van nieuwe literatuur  over de geschiedenis van de Nederlandse wetenschap en van werk van Nederlandse wetenschapshistorici. 
Gewina werd van 1978 tot 1992 uitgegeven door Editions Rodopi in Amsterdam. Tussen 1992 en 2007 verscheen het bij Erasmus Publishing in Rotterdam.
Alle jaargangen zijn online te raadplegen op de website van Huygens ING.